# Frans Open 2014
Het Frans Open is een jaarlijks toernooi van de Europese PGA Tour. Het wordt in 2014 gespeeld van 3-6 juli op Le Golf National bij Parijs. Het prijzengeld is € 3.000.000 waarvan de winnaar € 500.000 krijgt. De titel wordt verdedigd door Graeme McDowell.

## Verslag
De par van de baan is 71.
Net als bij het Iers Open zullen zich drie spelers kwalificeren voor deelname aan het Brits Open mits zij in de top-10 eindigen. De 22 spelers die zich al hebben gekwalificeerd, hebben een O achter hun naam.

### Ronde 1
Kevin Stadler, zoon van Craig 'de walrus' Stadler, kreeg een invitatie om hier te spelen, hij won in 2013 het Phoenix Open van de Amerikaanse PGA Tour en dit werd zijn eerste toernooi in Europa. Met zeven birdies ging hij aan de leiding. Marcel Siem heeft ook een goede start gemaakt.

### Ronde 2
Stadler bleef aan de leiding met vijf slagen voorsprong op Marcel Siem. Parijzenaar Victor Riu kwam op de 2de plaats. Joost Luiten maakte een ronde van 69 en steeg 43 plaatsen. Daan Huizing speelde weer boven par maar haalde toch nog net de cut.

### Ronde 3
Er stond 's middags veel wind. Slechts 3 spelers scoorden onder de 70, niemand speelde een bogey-vrije ronde. Stadler scoorde +1 maar bleef toch aan de leiding. Thongchai Jaidee scoorde -2 en steeg naar de 2de plaats. 

### Ronde 4
Kevin Stadler en Thongchai Jaidee hadden het moeilijk in hun laatste ronde; ze stonden al gauw op +5, Stadler na 8 holes en Jaidee al na vier holes. Ze herstelden zich goed en na 17 holes moest Stadler met een birdie eindigen om een play-off tegen titelverdediger Graeme McDowell te voorkomen. Het werd een bogey, waardoor McDowell weer won, en Stadler en Jaidee samen op de tweede plaats eindigden.

Robert Karlsson, Michael Hoey en Victor Riu plaatsten zich voor het Brits Open.
- Scores

| Naam                | R2D | OWGR | Score R1 | Score R1 | Nr   | Score R2 | Score R2 | Totaal | Nr  | Score R3 | Score R3 | Totaal | Nr  | Score R4 | Score R4 | Totaal | Nr  |
| ------------------- | --- | ---- | -------- | -------- | ---- | -------- | -------- | ------ | --- | -------- | -------- | ------ | --- | -------- | -------- | ------ | --- |
| Graeme McDowell O   | 34  | 20   | 70       | -1       | T15  | 69       | -2       | -3     | T4  | 73       | +2       | -1     | T7  | 67       | -4       | -5     | 1   |
| Kevin Stadler O     | =   | 62   | 64       | -7       | 1    | 68       | -3       | -10    | 1   | 72       | +1       | -9     | 1   | 76       | +5       | -4     | T2  |
| Thongchai Jaidee O  | 12  | 512  | 70       | -1       | T15  | 69       | -2       | -3     | T4  | 69       | -2       | -5     | T2  | 72       | +1       | -4     | T2  |
| Victor Riu          | 156 | 512  | 68       | -3       | T5   | 67       | -4       | -7     | 2   | 73       | +2       | -5     | T2  | 76       | +5       | par    | 8   |
| Martin Kaymer O     | 2   | 12   | 72       | +1       | T43  | 68       | -3       | -2     | T11 | 70       | -1       | -3     | 4   | 77       | +6       | +3     | T12 |
| Joost Luiten O      | 14  | 46   | 73       | +2       | T67  | 69       | -2       | par    | T24 | 73       | +2       | +2     | T23 | 73       | +2       | +4     | T18 |
| Stephen Gallacher O | 10  | 37   | 66       | -5       | 3    | 73       | +2       | -3     | T4  | 74       | +3       | par    | T12 | 75       | +4       | +4     | T18 |
| Marcel Siem         | 43  | 131  | 65       | -6       | 2    | 72       | +1       | -5     | 3   | 77       | +6       | +1     | T19 | 75       | +4       | +5     | T26 |
| Daan Huizing        | 130 | 228  | 72       | +1       | T43  | 73       | +2       | +3     | T58 | 74       | +3       | +6     | T54 | 75       | +4       | +10    | T56 |
| Nicolas Colsaerts   | 96  | 140  | 72       | +1       | T43  | 72       | +1       | +2     | T43 | 77       | +6       | +8     | 66  | 74       | +3       | +11    | T59 |
| Robert-Jan Derksen  | 69  | 180  | 74       | +3       | T92  | 75       | +4       | +7     | MC  |          |          |        |     |          |          |        |     |
| Thomas Pieters      | 70  | 289  | 75       | +4       | T106 | DQ       |          |        |     |          |          |        |     |          |          |        |     |

| Leider |  | Toernooirecord |  | R2D = Race to Dubai |  | OWGR |  | MC = missed cut = cut gemist |  | DQ = gediskwalificeerd |

## Spelers
| - Felipe Aguilar - Thomas Aiken - Kiradech Aphibarnrat O - Connor Arendell - Matthew Baldwin O - Gaganjeet Bhullar - Lucas Bjerregaard - Thomas Bjørn O - Richard Bland - Grégory Bourdy O - Kristoffer Broberg - Daniel Brooks - Rafa Cabrera Bello O - François Calmels - Jorge Campillo - Alejandro Cañizares - Johan Carlsson - Magnus A. Carlsson - George Coetzee O - Nicolas Colsaerts - Marco Crespi - Jens Dantorp - Carlos Del Moral - Robert-Jan Derksen - Robert Dinwiddie - Chris Doak - Jack Doherty - Jamie Donaldson O - David Drysdale - Victor Dubuisson O - Simon Dyson - Nacho Elvira - Niclas Fasth - Darren Fichardt - Ross Fisher - Alastair Forsyth - Mark Foster - Stephen Gallacher O - Adam Gee - Ricardo González - Tano Goya - Richard Green - Emiliano Grillo | - John Hahn - Anders Hansen - JB Hansen - Søren Hansen - Pádraig Harrington O - Andreas Hartø - Tyrrell Hatton - Grégory Havret - James Heath - David Higgins - Michael Hoey - David Horsey - David Howell O - Daan Huizing - Daniel Im - Raphaël Jacquelin - Thongchai Jaidee O - Scott Jamieson - Jin Jeong O - Roope Kakko - Alexandre Kaleka - Shiv Kapur - Robert Karlsson - Martin Kaymer O - Simon Khan - Maximilian Kieffer - Kim Si-hwan - Søren Kjeldsen - Jason Knutzon - Brooks Koepka - Mikko Korhonen - Jbe' Kruger - Pablo Larrazábal - Peter Lawrie - Craig Lee - Thomas Levet (2011) - Alexander Lévy - Tom Lewis - José-Filipe Lima - Joost Luiten O - Mikael Lundberg - David Lynn - Morten Ørum Madsen - Matteo Manassero O | - Stuart Manley - Gareth Maybin - Graeme McDowell (2013) O - Paul McGinley - Damien McGrane - Edoardo Molinari O - Francesco Molinari O - James Morrison - Matthew Nixon - Wade Ormsby - Adrian Otaegui - Brinson Paolini - John Parry - Andrea Pavan - Eddie Pepperell - Kevin Phelan - Thomas Pieters - Julien Quesne - Alvaro Quiros - Richie Ramsay - Victor Riu - Eduardo de la Riva - Robert Rock - Adrien Saddier - Ricardo Santos - Jeev Milkha Singh - Marcel Siem (2012) - Patrik Sjöland - Lee Slattery - Gary Stal - Richard Sterne O - Andy Sullivan - Simon Thornton - Mark Tullo - Simon Wakefield - Sam Walker - Anthony Wall - Justin Walters O - Paul Waring - Marc Warren - Romain Wattel - Steve Webster - Bernd Wiesberger O - Fabrizio Zanotti | Voormalige winnaars - Graeme Storm (2007) - José María Olazábal (2001) Invitaties - Joël Stalter - Matthew Fitzpatrick - Lionel Weber - Petr Gal - Jérôme Lando-Casanova - Kevin Stadler Franse PGA - Edouard Dubois - Julien Guerrier - Raphael Marguery - Oskar Henningsson - David Bobrowski - Michaël Lorenzo-Vera - Baptiste Chapellan - Paul Dwyer - Garrick Porteous - Matt Ford - Anthony Grenier Amateurs - Léonard Bem WAGR 186 - Julien Brun WAGR 35 |

 South African Open Championship ·
 Alfred Dunhill Championship ·
 Nedbank Golf Challenge ·
 Hong Kong Open ·
 Nelson Mandela Championship ·
 Volvo Golf Champions ·
 Abu Dhabi Golf Championship ·
 Commercialbank Qatar Masters ·
 Dubai Desert Classic ·
 Joburg Open ·
 Africa Open ·
 WGC-Accenture Match Play Championship ·
 Tshwane Open ·
 WGC-Cadillac Championship ·
 Trophée Hassan II ·
 EurAsia Cup ·
 NH Collection Open ·
 The Masters ·
 Maybank Malaysian Open ·
 Volvo China Open ·
 The Championship at Laguna National ·
 Madeira Islands Open ·
 Open de España ·
 BMW PGA Championship ·
 Nordea Masters ·
 Lyoness Open ·
 US Open ·
 Iers Open ·
 BMW International Open ·
 Open de France ·
 Scottish Open ·
 The Open Championship ·
 M2M Russian Open ·
 WGC-Bridgestone Invitational ·
 US PGA Championship ·
 Made in Denmark ·
 D+D Real Czech Masters ·
 Italiaans Open ·
 European Masters ·
 KLM Open ·
 Wales Open ·
 Ryder Cup ·
 Alfred Dunhill Links Championship ·
 Portugal Masters ·
 Volvo World Match Play Championship ·
 Perth International ·
 BMW Masters ·
 WGC-HSBC Champions ·
 Turks Open ·
 Dubai World Championship
1906 ·
1907 ·
1908 ·
1909 ·
1910 ·
1911 ·
1912 ·
1913 ·
1914 ·
1920 ·
1921 ·
1922 · 
1923 ·
1924 ·
1925 ·
1926 ·
1927 ·
1928 ·
1929 ·
1930 ·
1931 ·
1932 ·
1933 ·
1934 ·
1935 ·
1936 ·
1937 ·
1938 ·
1939 ·
1946 ·
1922 ·
1922 ·
1922 ·
1922 ·
1922 ·
1922 ·
1922 ·
1922 ·
1922 ·
1922 ·
1922 ·
1922 ·
1922 ·
1922 ·
1922 ·
1922 ·
1922 ·
1922 ·
1922 ·
1922 ·
1922 ·
1922 ·
1922 ·
1922 ·
1971 ·
1972 ·
1973 ·
1974 ·
1975 ·
1976 ·
1977 ·
1978 ·
1979 ·
1980 · 1981 · 1982 · 1983 ·
1984 · 1985 · 1986 · 1987 · 1988 · 1989 · 1990 · 1991 · 1992 · 1993 · 1995 · 1996 · 1997 · 1998 ·
1999 ·
2000 ·
2001 ·
2002 ·
2003 ·
2004 ·
2005 ·
2006 ·
2007 ·
2008 ·
2009 ·
2010 · 2011 · 2012 · 2013 · 2014